# Norway Says
Norway Says är en norsk industriformgivargrupp.
Norway Says började som ett utställningsprojekt inför Milanomässan 1999, i vilket deltog bland andra Espen Voll, Andreas Engevik och Torbjørn Anderssen. Efter några år öppnades ett kontor i Oslo. År 2002 bildades en designbyrå formellt.
Norway Says fick Bruno Mathsson-priset 2004 och 2007 Torsten och Wanja Söderbergs pris.